# Aleksandr Pietruszewski (rosyjski generał)
Aleksandr Fomicz Pietruszewski (ros. Александр Фомич Петрушевский; ur. 13 lutego 1826, zm. 20 marca 1904) – rosyjski historyk wojenny, generał-lejtnant. Autor najbardziej fundamentalnej biografii A. W. Suworowa pt. Generalissimus kniaź Suworow, która doczekała się licznych wydań.

## Życiorys
Urodził się w rodzinie metrologa Fomy Pietruszewskiego. Bracia: generałowie – Wasilij Pietruszewski i Michaił Pietruszewski oraz Fiodor Pietruszewski – fizyk.
Początkowo kształcił się w nowogródzkim korpusie kadetów, a następnie w pułku dworskim. Do roku 1887 (kiedy przeszedł w stan spoczynku) służył w artylerii. Po przejściu w stan spoczynku zajmował się działalnością publiczną: był członkiem zarządu głównego Czerwonego Krzyża, aktywnym (potem honorowym) członkiem petersburskiego komitetu piśmienności. Za badania historyczne otrzymał  pierwszą nagrodę komitetu piśmienności (dwukrotnie). Kawaler złotego medalu Kisielowskich Ministerstwa Majątków Państwowych. Autor licznych książek historycznych i artykułów prasowych.

## Twórczość
- 1867 – Skazanije ob Aleksandrie Niewskom
- 1877 – Rasskazy pro Pietra Wielikogo i jego wriemia
- 1997 – Istorija Rusi. Rasskazy pro staroje wriemia. Ot naczała ruskoj ziemli do Pietra Wielikogo
- 2005 – Gienieralissimus kniaź Suworow[1]